# トヨタファイナンシャルサービス証券
トヨタファイナンシャルサービス証券株式会社（英: TOYOTA Financial Services Securities Corporation.、TFSS）は、かつて存在した日本の証券会社である。

## 概要
2000年（平成12年）7月19日に設立されたトヨタファイナンシャルサービスの100%子会社で、トヨタ自動車金融グループの一社であった。同年12月に証券業登録をして、営業を開始。債券や投資信託の販売を行っており、主にショッピングセンター内に営業所を出店していた。
2010年（平成22年）1月4日、親会社のトヨタファイナンシャルサービス株式会社が、全株式を東海東京フィナンシャル・ホールディングス株式会社に48億円で譲渡し、東海東京フィナンシャル・ホールディングス株式会社の完全子会社となる。同年4月5日には、東海東京フィナンシャル・ホールディングス株式会社傘下の東海東京証券株式会社に吸収合併された。
なお、合併後、当社の証券口座は東海東京証券の「トヨタFS オンライン」口座の扱いとなっており、証券カードの利用や利用可能チャネルの違いなど、商品性・利便性に差異が生じており、統一されていない。

## 店舗
東海東京証券に吸収合併されて以降は、「トヨタFSプラザ」の店舗へ移行している。
- メグリア本店内営業所
- メグリア三好店内営業所
- イオンモール東浦内営業所
- イオンモール岡崎内営業所
- 伏見営業所 - 東海東京証券移行後の2010年（平成22年）9月17日に閉鎖され、代替として同年9月21日よりミッドランドデスクを設置。
- トレッサ横浜内営業所- 2009年（平成21年）10月25日をもって閉店。
- メグリア藤岡店内営業所(テレビ窓口を利用した無人拠点。電話は、メグリア三好店の番号で受付) - 東京東海証券移行後の2011年（平成23年）7月31日に廃止を予定。
- ミッドランドスクエア内営業所 - 2009年（平成21年）5月31日をもって閉店。

### 東海東京証券移行後に開設されたトヨタFSプラザ拠点
- ミッドランドデスク…2010年（平成22年）9月21日開設。
- プレミアサロン豊田（本店豊田別館）…2011年（平成23年）7月23日開設。

## かつての関連会社
- トヨタファイナンシャルサービス株式会社
- トヨタファイナンス株式会社
- トヨタアセットマネジメント株式会社
- 株式会社トヨタアカウンティングサービス
- あいおい損害保険株式会社